# Prefektura Osaka
Prefektura Osaka (大阪府, Ōsaka-fu, izgovorjeno [oːsaka ɸɯ]) je japonska prefektura, ki je v regiji Kansai na otoku Honšu. Prefektura Osaka ima 8.778.035 prebivalcev (od 1. aprila 2022) in ima geografsko območje 1905 kvadratnih kilometrov. Prefektura Osaka na severozahodu meji na prefekturo Hjogo, na severu na prefekturo Kjoto, na jugovzhodu na prefekturo Nara in na jugu na prefekturo Vakajama.
Osaka je glavno in največje mesto prefekture Osaka ter tretje največje mesto na Japonskem, z drugimi večjimi mesti, vključno s Sakai, Higašiōsaka in Hirakata. Prefektura Osaka je tretja najbolj naseljena prefektura, a po geografskem območju druga najmanjša; s 4600 prebivalci na kvadratni kilometer je drugo najgosteje naseljeno mesto, takoj za Tokiom. Je ena od dveh japonskih "urbanih prefektur", ki uporabljata oznako fu (府) namesto standardnega ken za prefekture, skupaj s prefekturo Kjoto. Je središče metropolitanskega območja Keihanšin, druge najbolj naseljene urbane regije na Japonskem za širšim območjem Tokia in ene najbolj produktivnih regij na svetu glede na BDP.

## Zgodovina
Pred obnovo Meidži je bilo današnje območje prefekture Osaka razdeljeno med province Kavači, Izumi in Setcu.
Prefektura Osaka je bila ustanovljena 21. junija 1868, na samem začetku obdobja Meidži. Na pobudo Fuhanken Sančisei leta 1868 je prefektura dobila pripono fu, ki jo je označevala kot prefekturo.
1. septembra 1956 je bilo mesto Osaka z vladnim odlokom povišano v mesto, ki je bilo tako razdeljeno na 24 okrajev. Sakai je postal drugo mesto v prefekturi, ki je bilo z vladnim odlokom 1. aprila 2006 povišano v mesto in je bilo razdeljeno na sedem okrajev.
Leta 2000 je Fusae Ota postala prva japonska guvernerka, ko je zamenjala Knock Jokojama, ki je odstopil po sodnem pregonu zaradi spolnega nadlegovanja. Tōru Hašimoto, prej znan kot svetovalec na televiziji, je bil izvoljen leta 2008 pri 38 letih in je tako postal najmlajši guverner na Japonskem.
18. junija 2018 je severno regijo prefekture prizadel potres. Ubil je 4 ljudi in povzročil manjšo škodo po širšem delu Osake.

### Predlagana reorganizacija
Leta 2010 je bilo ustanovljeno Združenje za obnovo Osake s podporo guvernerja Tōruja Hašimota, z upanjem na reformo prefekture Osaka v metropolo Osaka in združitev z mestom Osaka. Na lokalnih volitvah leta 2011 je združenju uspelo osvojiti večino prefekturnih sedežev in Hašimoto je bil izvoljen za župana Osake.
Referendum o tem vprašanju je bil izveden leta 2015 in je bil poražen, saj je načrtu nasprotovalo 50,38 % volivcev. Drugi referendum leta 2020 je zavrnilo 50,6 % volivcev.

## Geografija
Prefektura Osaka meji na prefekturi Hjogo in Kjoto na severu, Nara na vzhodu in Vakajama na jugu. Zahod je odprt do Osaškemu zalivu. Skozi prefekturo tečeta reki Jodo in Jamato.
Pred izgradnjo mednarodnega letališča Kansai je bila Osaka najmanjša prefektura na Japonskem. Umetni otok, na katerem je bilo zgrajeno letališče, je dodal dovolj površine, da je nekoliko večja od prefekture Kagava.
Od 1. aprila 2012 je bilo 11 % celotne površine prefekture označenih kot naravni parki, in sicer kvazinacionalna parka Kongō-Ikoma-Kisen in Meidži no Mori Minō ter naravna parka prefekture Hokusecu in Hannan-Misaki.

## Občine
Od leta 2005 Osako sestavlja 43 občin: 33 mest, 9 manjših mest in ena vas. Od leta 2021 33 mest vključuje dve določeni večji mesti, 7 osrednjih mest in dve (prehodni) mesti za posebne primere (po pravni ukinitvi leta 2015, ki ju bo v 2020-ih nadomestil sistem osrednjih mest).
<galleryf>
File:Osaka-Pref-Office-01.jpg|Urad prefekture Osaka
File:Daisenryo Kofun zenkei-2.jpg|Grobnica Sakai in Daisenrjo Kofun Mozu
File:View of Takatsuki city 2.jpg|Takacuki
Image:Osaka umeda06s3200.jpg|Diamantno okrožje v Umedi
Image:Osaka Garden City Osaka Japan01-r.jpg|Osaka Garden City
Image:Osaka Castle.jpg|Grad Osaka
</gallery>

### Združitve
Po moderni ponovni aktivaciji okrožij v letih 1878/79 je Osako, vključno s Sakaijem, ki je bil združen v Osako šele leta 1881, sestavljalo 5 mestnih okrožij (-ku) in 27 podeželskih okrožij (-gun), razen 15 okrožij v provinci Jamato, ki je bila pozneje ločena od Osake kot prefektura Nara leta 1887. Ko so bile prefekture razdeljene na sodobne občine leta 1889, je bilo pet mestnih okrožij spremenjenih v dve neodvisni mesti: mesto Osaka in mesto Sakai, [podeželska] okrožja Osake pa so bila razdeljena na 12 mest in 310 vasi. Potem ko je mesto Osaka prevzelo številne okoliške občine v obdobju med vojnama/Taišō, je število občin do leta 1953 v Osaki že padlo na 149. Velike združitve Šōva v 1950-ih so do leta 1961 zmanjšale skupno število na 47, vključno s 26 mesti do takrat. Trenutna skupna številka 43 je bila dosežena med združitvami Veliki Heisei leta 2005.

## Gospodarstvo
Zasenčeno s tako svetovno znanimi elektronskimi velikani, kot sta Panasonic in Sharp, lahko drugo stran gospodarstva Osake označimo z dejavnostmi malih in srednjih podjetij (MSP). Število MSP s sedežem v Osaki je bilo leta 2006 330.737, kar je predstavljalo 99,6 % celotnega števila podjetij v prefekturi.
Eden od modelov iz Osake za služenje javnemu interesu in ponovno spodbujanje regionalnega gospodarstva, skupaj s prizadevanji za sodelovanje med industrijo in izobraževanjem, je Astro-Technology SOHLA s svojim projektom umetnih satelitov. Astro-Technology SOHLA, ki je prvotno začela z zbiranjem malih in srednjih podjetij s sedežem v Higašiosaki, ni le prerasla v skupino za celotno regijo Kansai, temveč je pridobila tudi podporo vlade s tehnološko in materialno podporo Japonske agencije za raziskovanje vesolja (JAXA) in finančno podporo NEDO.
Osaška borza vrednostnih papirjev, specializirana za izvedene finančne instrumente, kot je Nikkei 225 Futures, ima sedež v Osaki.
V prefekturi Osaka je veliko električnih, kemičnih, farmacevtskih, težkih industrijskih, živilskih in stanovanjskih podjetij.

## Demografija
Po popisu prebivalstva na Japonskem leta 2005 ima prefektura Osaka 8.817.166 prebivalcev, kar je povečanje za 12.085 ali 0,14 % od popisa leta 2000.
Od leta 2020 je imela ta prefektura približno 99.000 etničnih Korejcev, kar je največ med vsemi prefekturami na Japonskem. Od leta 2013 večina etničnih korejskih otrok obiskuje običajne japonske javne šole, čeprav so se v prefekturi odprle nekatere korejske šole, ki jih upravlja Čongrjon in razredi za etnične Korejce. Med japonsko vladavino Koreji je veliko etničnih Korejcev prišlo na območje Osake, da bi poiskali delo. Veliko ljudi iz Džedžuja je prišlo na območje Osake po odprtju trajektne linije leta 1922 med Osako in Džedžujem. Med drugo svetovno vojno so japonske oblasti prisilile dodatne etnične Korejce, da so se preselili na območje Osake.

## Simbol prefekture
Simbol prefekture Osaka, imenovan sennari byōtan ali "tisoč buč", je bil prvotno grb Tojotomija Hidejošija, fevdalnega gospodarja gradu Osaka.